# 恋待草
『恋待草』（こいまちぐさ）は、1981年3月21日にリリースされた岩崎宏美の24枚目のシングル。

## 解説
岩崎本人の「デビュー曲B面の『月見草』のような素朴な優しい歌を歌いたい」という希望から、草花のような素朴さ・優しさを歌う「草花シリーズ」がスタートした。この曲はその第1作である。
曲のイメージに合わせるため、当時パーマをかけていた前髪をバッサリ切って、再び以前のおかっぱ頭に戻し、和服を着て歌った。

## 収録曲
1. 恋待草（4分13秒）
作詞：伊達歩／作曲：小林亜星／編曲：松任谷正隆
2. つぶやけば愛（5分2秒）
作詞：竜真知子／作曲：あすなろ／編曲: 松井忠重